# Weizern
Weizern ist ein Gemeindeteil von Eisenberg im schwäbischen Landkreis Ostallgäu in Bayern. Das Dorf ist über die Staatsstraße 2008 zu erreichen. Etwa einen Kilometer südöstlich liegt der Bahnhof Weizern-Hopferau an der Bahnstrecke Marktoberdorf–Füssen.

## Baudenkmäler
- Schloss Weizern